# Diede de Groot
Diede de Groot (n. 19 decembrie 1996, Woerden, Utrecht, Țările de Jos) este o sportivă ce a reprezentat Regatul Țărilor de Jos. A participat la competiții asociate Jocurilor Olimpice în care a câștigat două medalii de aur și o medalie de argint.